# Horatio Parker

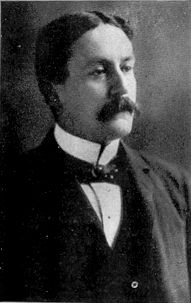
Horatio Parker

Horatio William Parker (* 15. September 1863 in Auburndale, Middlesex County, Massachusetts; † 18. Dezember 1919 in Cedarhurst, New York) war ein US-amerikanischer Komponist, Organist und Lehrer. Er gehört zu den ersten bedeutendsten Komponisten Amerikas. Parker war eine zentrale Figur im musikalischen Leben der Stadt New Haven (Connecticut). Darüber hinaus war er Professor an der Yale University.
In seinen Kompositionen verfolgte er eine konservative Linie, die sich dem europäischen romantischen Stil zuschreiben lässt.

## Leben
Parker wurde in Auburndale, Massachusetts geboren. Seinen ersten Musikunterricht erhielt er von seiner Mutter, ehe er später in Boston studierte. Zu seinen Lehrern zählten George Chadwick, Stephen Albert Emery und John Orth. Im Jahre 1881 ging er nach München um bei Joseph Rheinberger zu studieren. Deutschland war ein beliebtes Reiseziel für US-amerikanische Studenten. So folgten ihm Arthur Whiting und H. H. Huss nach und studierten ebenfalls bei Rheinberger. In München komponierte Parker seine ersten wichtigen Werke (eine Symphonie und eine „dramatische“ Kantate)
Im Jahre 1885 kehrte er nach Amerika zurück. Unmittelbar nach seiner Rückkehr erhielt Parker eine Professur an der Cathedral School of St. Paul in Garden City, Long Island. Von 1888 bis 1893 wirkte er als Organist an der Trinity Church in New York City. Im selben Jahr wurde er an die Trinity Church Boston berufen und behielt dieses Amt bis 1901. Ebenfalls 1893 wurde Parker als Professor an die Yale University berufen, wo er das Symphonic Orchestra gründete. Zu seinen Schülern zählen u. a. Roger Sessions, Douglas Moore und Charles Ives. 1902 verlieh ihm die University of Cambridge den Ehrentitel Doctor of Music (Mus.Doc.) Seit 1898 war er Mitglied der American Academy of Arts and Letters.
Parkers Gesundheitszustand nahm in seinen letzten Jahren deutlich ab, er starb 1919 im Haus seiner Tochter Isabell in Cedarhurst, New York.

## Kompositionen
Bevor Parker New York City im Jahre 1893 verließ, vollendete er sein Oratorium Hora Novissima. Dieses Werk erlangte in Amerika schnell große Beliebtheit. Darüber hinaus wurde es 1899 in Chester und auf dem Three Choirs Festival in Worcester aufgeführt – eine Ehre, die bis dato noch nie einem amerikanischen Komponisten zuteilwurde. Die europäischen Musikkritiker zeigten sich durchweg begeistert und bezeichneten sein Werk als eine der besten amerikanischen Kompositionen der damaligen Zeit.
Obwohl man sich bei Parker hauptsächlich an dieses Oratorium erinnert, hat eine Vielzahl von Kompositionen hinterlassen. Parker komponierte zwei Opern (Mona, 1911 und Fairyland, 1914), eine sinfonische Dichtung (Vathek), ein Concertino für Orgel, kammermusikalische Werke, Oratorien (u. a. Hora novissima nach Bernhard von Cluny) und Kantaten, Chorwerke, Orgel- und Klavierstücke sowie Lieder. Sein Kompositionsstil steht ganz im Stile der deutschen Romantik. Einflüsse auf seine Kompositionen hatten unter anderem Mendelsohn, Brahms, Wagner, Debussy und Elgar. Letztere Einflüsse werden vor allem in seinen späten Werken um 1900 deutlich. Er galt bereits zu Lebzeiten als überragender Komponist, der ein stilistisch sicheres Handwerk vorweisen konnte.
Im Jahre 1892 komponierte Parke die Hymne Auburndale. Diese fand auch später den Einzug in das 1916 veröffentlichte Hymnal: The Messiah Miracle: A History The Church of the Messiah of West Newton and Auburndale 1871–1971.
1911 reichte Parker seine Oper Mona bei einem Wettbewerb der Metropolitan Opera ein und gewann den ersten Preis. Mona wurde am 14. März 1912 uraufgeführt. Die Hauptrolle spielte Louise Homer. Des Weiteren gewann er einen Wettbewerb in Los Angeles mit seiner Oper Fairyland.

## Werke

### Oratorien und Kantaten
- King Trojan. 1885.
- The Kobolds
- Harold Harfagar. 1891.
- Hora Novissima, Op. 30 (1893)
- The Holy Child, Op. 37 (1893)
- The Legend of Saint Christopher, Op. 43 (1898)
- A Wanderer’s Psalm, Op. 50 (1900)
- A Star Song, Op. 54, 1902.
- The Shepherds’ Vision, Op. 63
- Morven and the Grail, Op. 79, an oratorio written for the centenary celebration of the Handel and Haydn Society (1915)

### Opern
- Mona, Op. 71 (1912)
- Fairyland, Op. 77 (1915)

### Orchesterwerke
- Concert Overture in E, Op. 4 (1884)
- Regulus, Overture héroïque, Op. 5 (1884)
- Venetian Overture in B, Op. 12 (1884)
- Scherzo in g, Op. 13 (1884)
- Sinfonie in C, Op. 7 (1885)
- Count Robert of Paris, Overture, Op. 24b (1890)
- A Northern Ballad, Op. 46 (1899)
- Orgelkonzert es-Moll, Op. 55 (1902)
- Vathek, Op. 56 (1903)
- Collegiate Overture, Op. 72, mit Männerchor (1911)
- Fairyland Suite, Op. 77d (1915)

- Cahal Mor of the Wine-Red Hand, Op. 40 (1893)
- Crepuscule, Op. 64 (1912)
- The Red Cross Spirit Speaks (J. Finley), Op. 83 (1917)
- A. D. 1919, A Commemorative Poem by Brian Hooker Set to Music by Horatio Parker (op. 84) [„Published in Memory of the Two Hundred and Twenty-one Yale Men who Gave their Lives in the World War and in Recognition of the Service Rendered to the Allies by the Eight Thousand Yale Men who Responded to the Call to Arms“] – Published by Yale University Press in 1919.

### Orgelwerke
- Geschwindmarsch für 2 Organisten (1881)
- 4 Compositions, Op. 17 (1890): 1. Concert Piece No 1 – 2. Impromptu – 3. Romanza – 4. …
- 4 Compositions, Op. 20 (1891): 1. Melody and Intermezzo – 2. Wedding-Song – 3. … - 4. Fantasie
- 4 Compositions, Op. 28 (1891): 1. … - 2. Concert Piece No 2 – 3. Pastorella – 4. …
- 5 Sketches, Op. 32 (1893)
- 4 Compositions, Op. 36 (1893): 1. Canzonetta – 2. … - 3. Fugue – 4. Eglogue
- 3 Compositions (1896)
- Orgelsonate es-Moll, Op. 65 (1908)
- 4 Compositions, Op. 66 (1910): 1. Festival Prelude – 2. Revery – 3. Postlude – 4. Scherzino
- 5 Short Pieces, Op. 68 (1908): 1. Canon In the Fifth – 2. Slumber-Song – 3. Novelette – 4. Arietta – 5. Risoluto
- Introduction and Fugue in e (1916)

### Werke für Kammerorchester
- Streichquartett in F, Op, 11 (1885)
- Suite Op. 35, für Klaviertrio (1893)
- Streichquintett in d, Op. 38 (1894)
- Suite in e, Op. 41 für Violine und Klavier (1894)

### Klavierwerke
- Präsentiermarsch zu vier Händen
- 5 Morceaux caractéristiques, Op. 9 (1886)
- 4 Sketches, Op. 19 (1890)
- 6 Lyrics, Op. 23 (1891)
- 2 Compositions (1895)
- 3 Morceaux caractéristiques, Op. 49 (1899)